# Ildikó Mádl

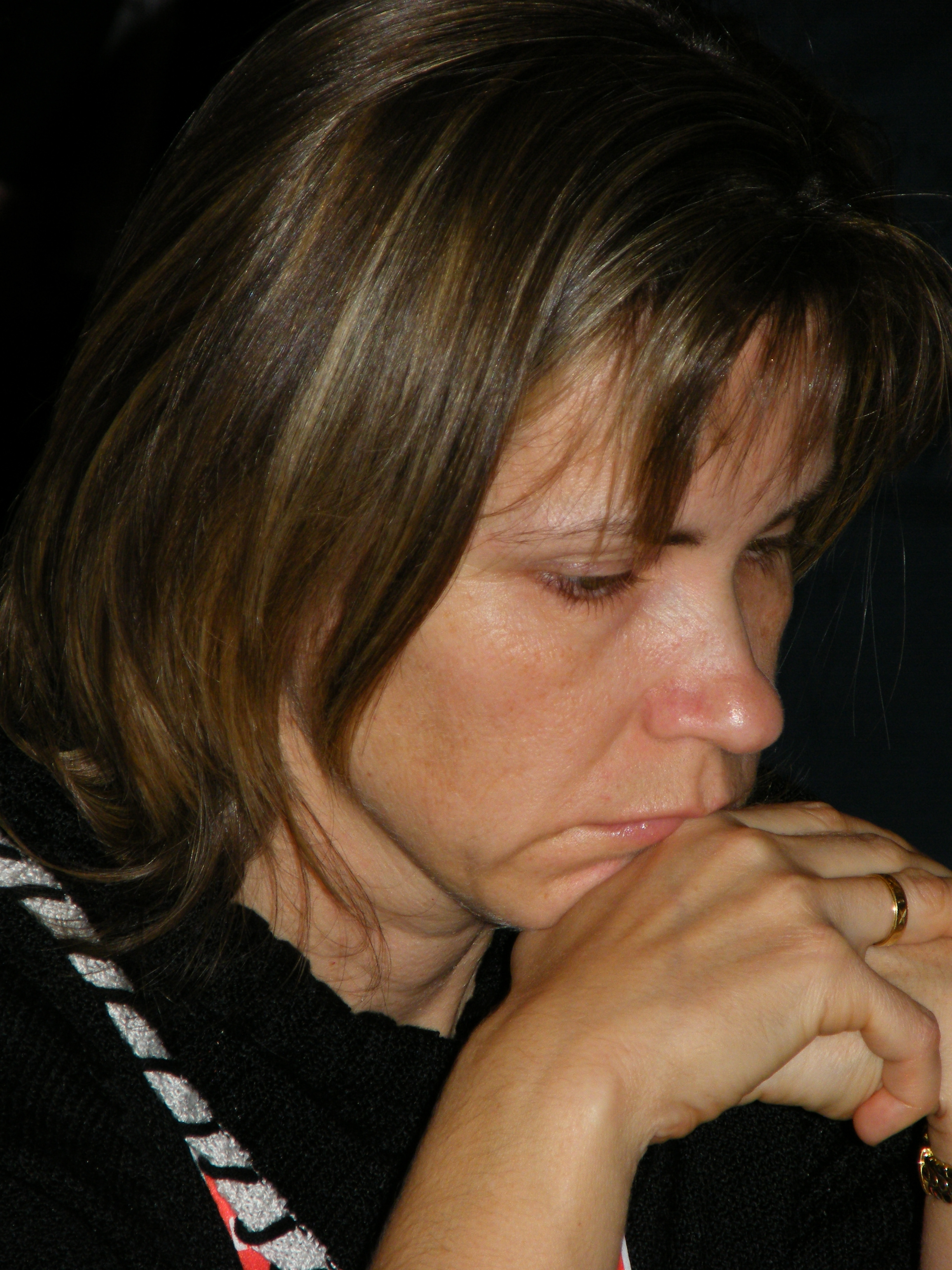
Ildikó Mádl bij de 38e Schaakolympiade, Dresden 2008

Ildikó Mádl (Tapolca, 5 november 1969) is een Hongaarse schaakster. Ze heeft sinds 1992 de titel Internationaal meester (IM) en sinds 1986 de titel grootmeester bij de vrouwen (WGM). Vier keer was ze nationaal Hongaars vrouwenkampioen. 
Madl leerde het schaken van haar vader. In 1978 ging ze naar de schaakschool Mereszjev.

## Individuele toernooien
In 1982 en 1983 won ze de "Olympiade van de Pioneers" en het jeugdkampioenschap van Hongarije in de categorieën tot 13 jaar en tot 15 jaar. Ook won ze in 1982 het Hongaarse kampioenschap voor meisjes tot 20 jaar, terwijl ze zelf slechts 13 jaar oud was. In 1982 werd ze derde op het Hongaarse vrouwenkampioenschap. In de winter 1983/84 won ze een internationaal meisjestoernooi in Straubing en in 1984 won ze het Wereldkampioenschap schaken voor jeugd in de categorie meisjes tot 16 jaar, gehouden in Champigny-sur-Marne. Ook won ze in dat jaar in het Poolse Katowice het Europees schaakkampioenschap voor junioren tot 20 jaar bij de meisjes. Vervolgens werd Mádl genomineerd voor het Hongaarse nationale team; bij haar eerste deelname aan het vrouwentoernooi van de Schaakolympiade in 1984 behaalde ze 8 pt. uit 11 partijen, en kreeg de titel Internationaal Meester bij de vrouwen (WIM). De normen voor haar titel grootmeester bij de vrouwen (WGM) in 1986 behaalde ze op een open toernooi in Szolnok en een internationaal vrouwentoernooi in Jajce.
In 1986 herhaalde ze haar succes op het EK voor junioren (meisjes), deze keer gehouden in het Roemeense Băile Herculane. In hetzelfde jaar werd ze Wereldkampioen Junioren bij de meisjes tot 20 jaar in Vilnius, twee punten boven Camilla Baginskaite en Svetlana Prudnikova. In mei 1998 werd ze derde op het Elo-toernooi in Bechhofen. In januari 1999 werd ze derde op het 9e Internationaal Open toernooi in Augsburg-Göggingen. In januari 2001 won ze het Brauhaus-Riegele-toernooi in Augsburg. In maart 2001 won ze zonder verliespartij het Schaakfestival van Tel Aviv, het eerste internationale vrouwentoernooi in Israël. In januari 2002 won ze het 13e internationale toernooi van Augsburg. 
Ze won in 1990, 1991, 1993 en 1999 het vrouwenkampioenschap van Hongarije.  
In oktober 2001 was haar Elo-rating 2426.

## Nationaal team

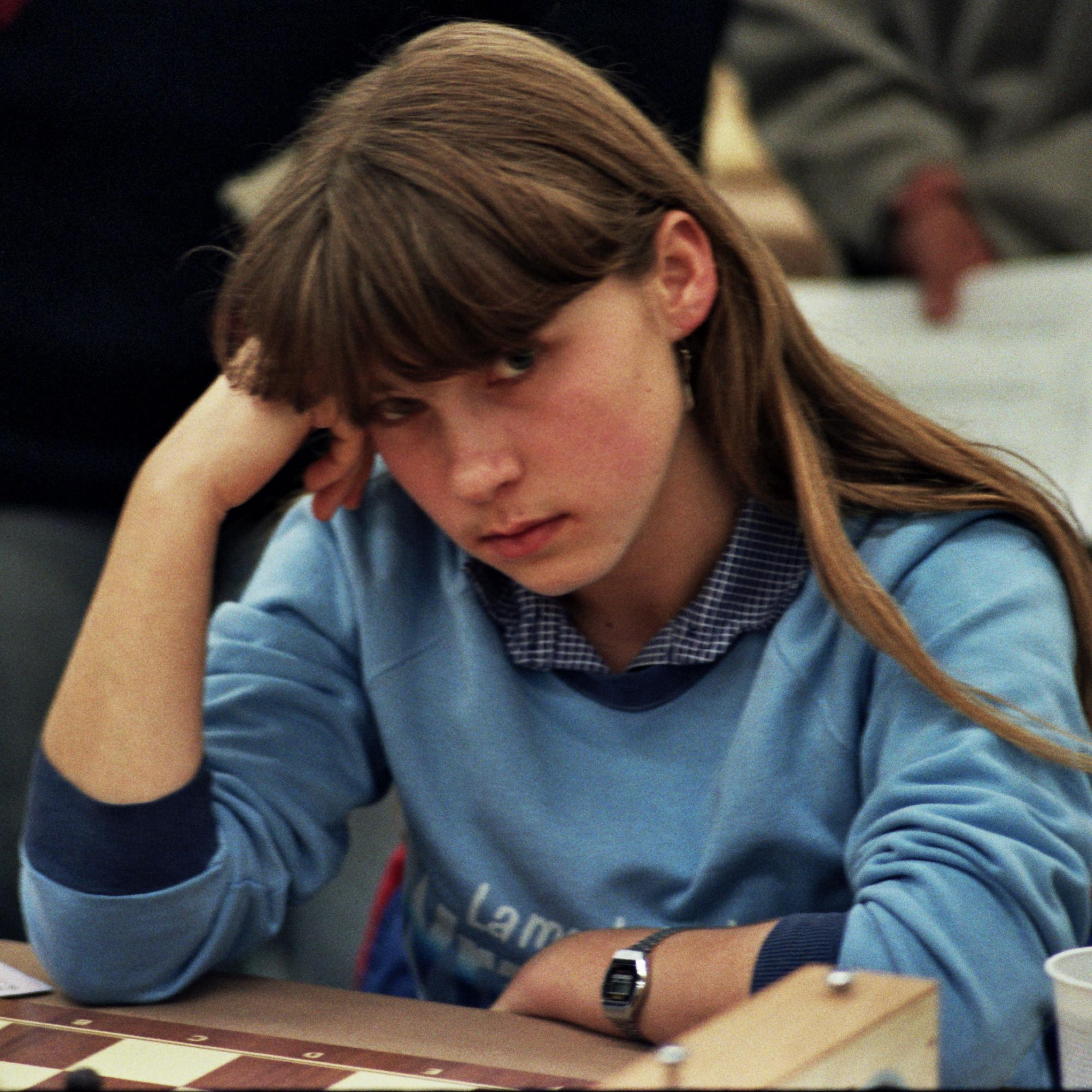
Mádl op de Schaakolympiade 1984 in Thessaloniki

Met het Hongaarse nationale vrouwenteam nam ze deel aan elf Schaakolympiades voor vrouwen tussen 1984 en 2006 met als totaal-resultaat 49 overwinningen, 49 remises en 19 verloren partijen; de enige Olympiade waaraan ze niet deelnam was die in 2002. Twee keer won ze met haar team de Olympiade: in 1988 en in 1990. Dat in 1988 de Hongaarse dames wonnen in Thessaloniki was opmerkelijk; vanaf 1976 was steeds de Sovjet-Unie de winnaar. De 19-jarige Mádl zat in het team met de drie Polgár zussen, Judit (12 jaar), Susan (19 jaar) en Zsófia (14 jaar). De gouden medaille werd overschaduwd door de dood van haar toenmalige verloofde Béla Perényi, die enkele weken ervoor was overleden bij een auto-ongeluk. Tijdens de Olympiade had Mádl de FIDE Meester Ottó Magyar als coach. 
Tussen 1992 en 2007 nam ze zes keer deel aan het EK landenteams (vrouwen), in 1992, 1999, 2001 en 2005 spelend aan het eerste bord, in 2007 aan het derde bord. Haar hoogste individuele resultaat was een bronzen medaille voor haar resultaat 6½ pt. uit 9 aan het eerste bord in Batoemi 1999. In totaal behaalde ze bij het EK landenteams 22.5 pt. uit 38 partijen (+13 =19 –6).
Als lid van het Duitse schaakteam USV Halle speelt ze in het team van Bundesland Sachsen-Anhalt, waarmee ze in 2004 het kampioenschap van de Bundeslanden won. 

## Schaakverenigingen
In Hongarije speelt ze voor Csuti Antal SK Zalaegerszeg en in Bosnië voor ŠK Bihać. Sinds 2005 speelt ze ook in de hoogste klasse van de Kroatische vrouwencompetitie. In de eerste divisie van de Duitse vrouwencompetitie speelt ze voor USV Halle, waarmee ze in 2007 de competitie won. 
In de Oostenrijkse A-competitie speelde ze in de seizoenen 2000/2001 en 2001/2002 voor het (mannen-)team van Salzburger SK Mozart uit Salzburg. Sinds 2005 speelt ze voor Feldbach/Kirchberg in de Oostenrijkse 2e divisie en in de "Landsliga" Steiermark.

## Externe koppelingen
- (en)   Informatie over schaakpartijen van Ildikó Mádl op ChessGames.com
- (en)   Informatie over schaakpartijen van Ildikó Mádl op 365chess.com
- (en)  FIDE-ratinggegevens voor Ildikó Mádl
- Wtoraja popytka sa doskoi Alexander Kruglikow; in: S.-Peterburgskije wedomosti, 2 dec. 2010